# Kumpusaari (ö i Kajanaland, Kehys-Kainuu, lat 64,95, long 28,67)
Kumpusaari är en ö i Finland. Den ligger i sjön Pesiöjärvi och i kommunen Suomussalmi i den ekonomiska regionen  Kehys-Kainuu  och landskapet Kajanaland, i den centrala delen av landet, 600 km norr om huvudstaden Helsingfors. Öns area är 13 hektar och dess största längd är 0,7 kilometer i sydöst-nordvästlig riktning.